# مروث أصفر
مروث أصفر (الاسم العلمي:Coprinus flavus) هو نوع من الفطريات يتبع جنس المروث من الفصيلة المروثية.